# Dana Meadows

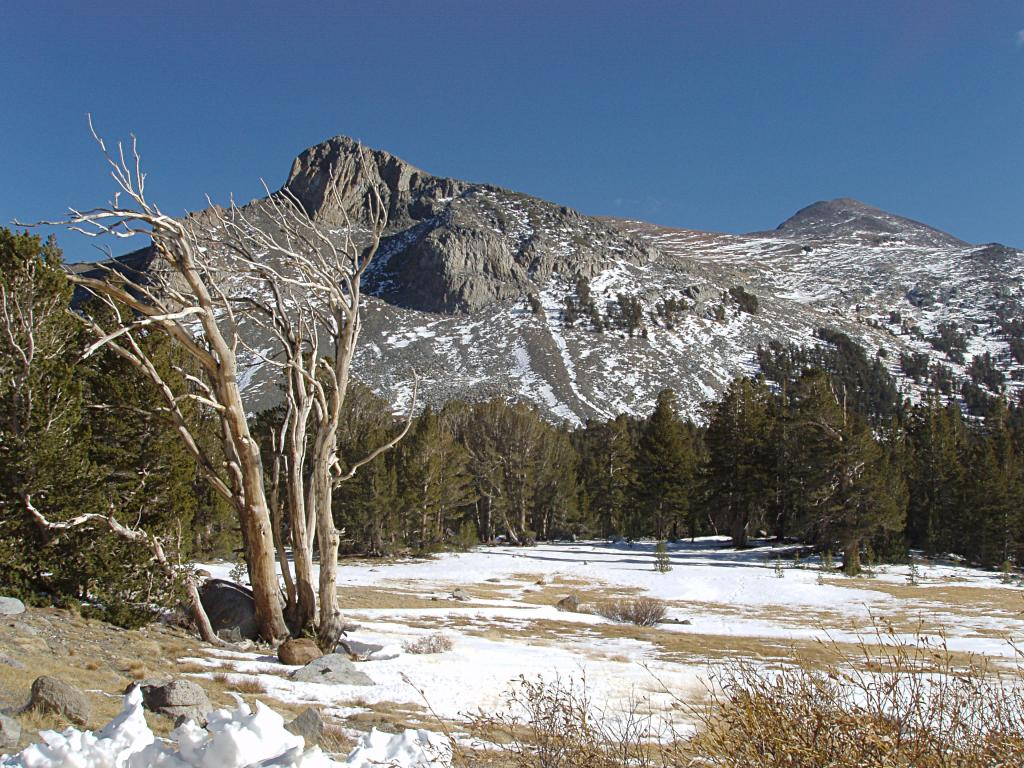
Dana Meadows com o Monte Dana ao fundo

Dana Meadows é uma área de prado na entrada este do Parque Nacional de Yosemite, Califórnia, Estados Unidos, não distando muito dos Tuolumne Meadows e da entrada de Tioga Pass. 